# Fotbal Club Botoșani
Maillots
Actualités
Dernière mise à jour : 26 septembre 2024.
Le FC Botoșani est un club roumain de football basé à Botoșani.

## Historique
- 1937 : fondation du club sous le nom de Venus Botoșani
- 1949 : le club est renommé Flamura Botoșani
- 1957 : le club est renommé Textila Botoșani
- 1963 : le club est renommé Unirea Botoșani
- 1966 : le club est renommé Textila Botoșani
- 1973 : le club est renommé CS Botoșani
- 1998 : le club est renommé Unirea Botoșani
- 2001 : le club est renommé FC Botoșani

## Palmarès
- Championnat de Roumanie de deuxième division :
  - Champion : 2013

- Championnat de Roumanie de troisième division :
  - Champion : 2004

## Anciens joueurs
- Andrei Burcă
- Andrei Cordoș
- Marko Dugandžić
- Diego Fabbrini
- Jérémy Faug-Porret
- Naif Hazazi
- Lossémy Karaboué
- Deivydas Matulevičius
- Quenten Martinus
- Olimpiu Moruțan
- Michael Ngadeu-Ngadjui
- Kunle Odunlami
- Hervin Ongenda
- Paul Papp
- Scott Robertson
- Aco Stojkov